# Ботанический сад (Копенгаген)
Ботанический сад Копенгагена (дат. Botanisk Have) — ботанический сад площадью в 10 га в центре Копенгагена. Основан в 1600 году и перемещён на современное место в 1870 году. Сад является частью Датского музея естественной истории, который подчиняется Копенгагенскому университету. Используется как для исследований, так и для отдыха жителей города.

## История
Первый ботанический сад в Копенгагене, известный как Hortus Medicus, был основан 2 августа 1600 года по указу Кристиана IV на королевской земле. Предположительно, целью создания сада было желание сохранить коллекцию датских лечебных растений после закрытия многих монастырей и их садов в результате Реформации. Ботанический сад располагался на улице Скиденстреде (Skidenstraede), современная улица Крусталгаде (Krystalgadе). Там же было построено жильё для университетского профессора, который должен был быть ответственным за содержание сада. В 1621 году Оле Ворм занялся наполнением Ботанического сада и пополнил его большим числом датских и редких иностранных растений, полученных от заграничных коллег.

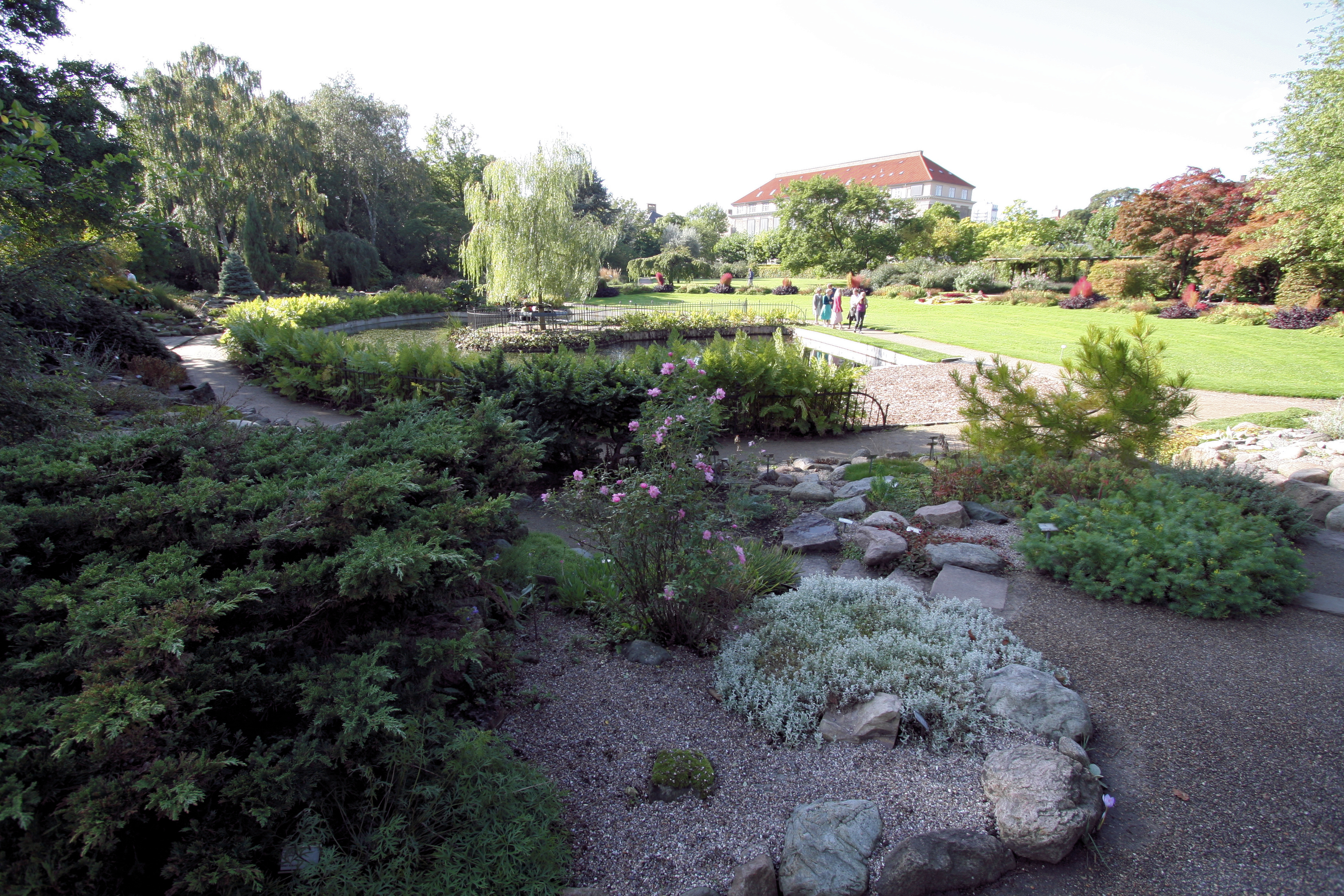
Ботанический сад

Второй ботанический сад был заложен Георгом Кристианом Эдером в 1752 году в недавно основанном по приказу короля Фредерика V районе Фредериксстад в районе улицы Амалиегаде. В западной части сада расположились теплицы, тогда как восточная часть оставалась незасаженной. Сад был открыт в 1763 году. В 1770 году часть Сада Эдера была передана Университетскому ботаническому саду. Эдер стал первым официальным директором Ботанического сада и начал работу над ботаническим атласом Flora Danica.
В 1778 году оба сада были закрыты, а король выделил землю возле дворца Шарлоттенборг для создания нового ботанического сада. Директорами сада были назначены Кристиан Фриис Роттбёлль со стороны Копенгагенского университета и Йохан Теодор Хольмскйольд со стороны короля. Тогда же был принят на работу профессор Мартин Валь, который сыграл важную роль в переносе растений из старых ботанических садов в новый. В 1817 году двойное управление садом было упразднено, а директором стал Йенс Вилькен Хорнеманн. Тогда площадь сада составляла около 1,6 га. Главное здание сада располагалось в районе порта Нюхавн. Оранжерея была построена в 1784 году, а в 1803 году про приказу короля был заложен новый комплекс оранжерей площадью 200 м².

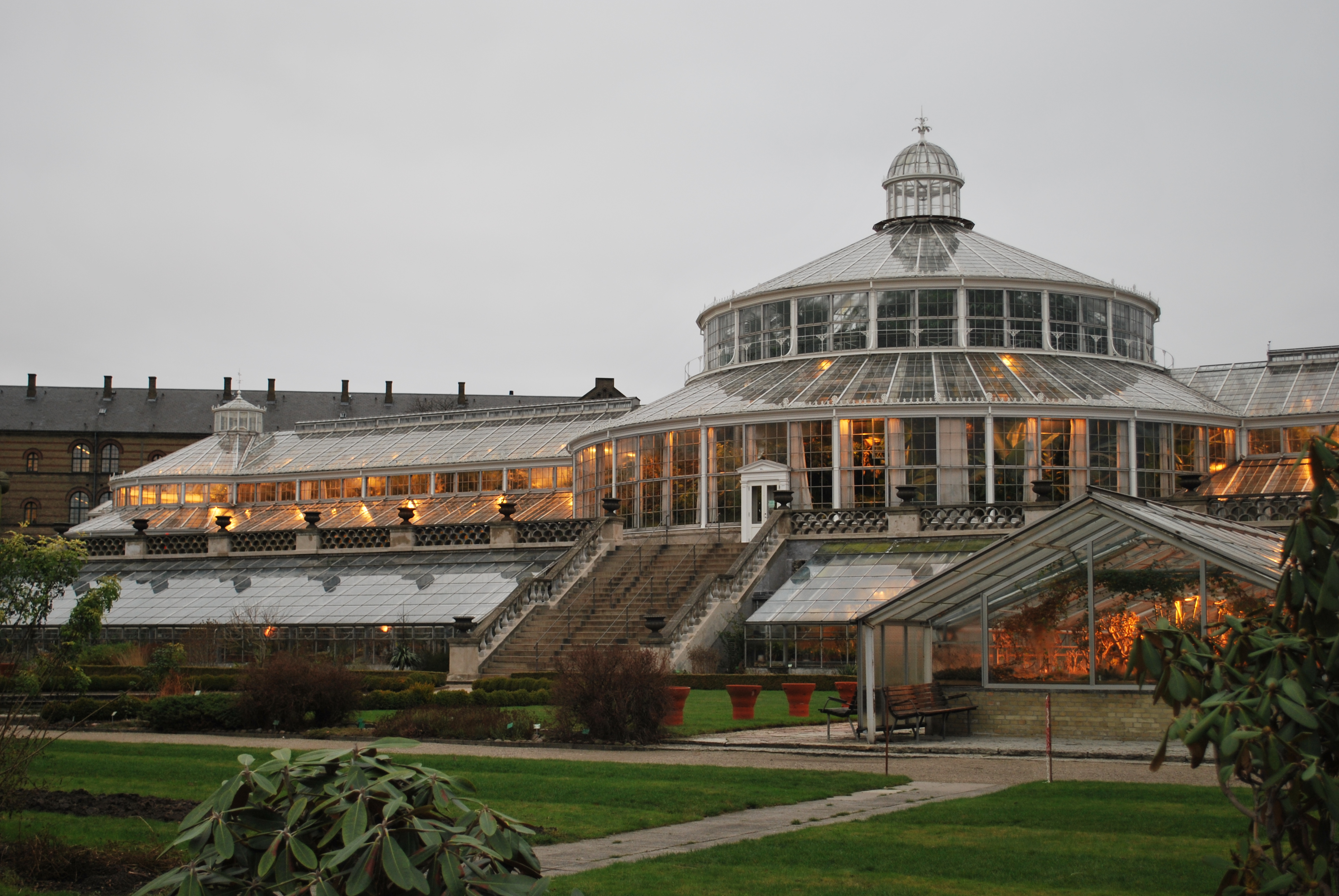
Оранжерея

Ботанический сад был перемещён на текущее место в 1870 году. В 1874 году по инициативе Якоба Кристиана Якобсена, основателя Carlsberg, была построена оранжерея по образцу Хрустального дворца со Всемирной выставки 1851 года в Лондоне. Площадь этой оранжереи составляет 3000 м². Всего в Ботаническом саду 27 оранжерей.

## Современное состояние
Фонды Ботанического сада Копенгагена насчитывают более 13 тысяч видов растений. Сад разделён на несколько зон: датские растения (600 видов), многолетние растения (1100 видов), однолетние растения (1100 видов), растения из горных районов Центральной и Южной Европы, хвойные и рододендроны. Старейшие растение сада — это таксодиум 1806 года, перенесённый в возрасте 60 лет на новое место из старого ботанического сада.